# Ruwenzori-Streifenmaus

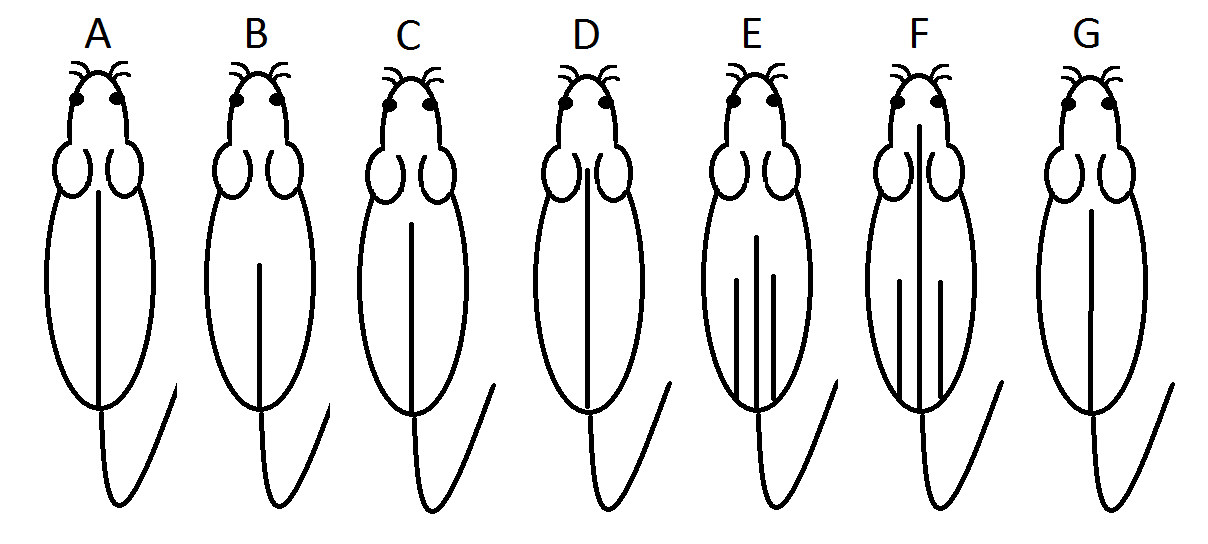
Rückenzeichnungen verschiedener Streifenmäuse, die Ruwenzori-Streifenmaus liegt an Position C

Die in Ostafrika verbreitete Ruwenzori-Streifenmaus (Hybomys lunaris) ist ein Nagetier in der Gattung der Streifenmäuse. Die Population zählte bis in die 1980er Jahre als Unterart der Peters-Einstreifenmaus (Hybomys univittatus).

## Merkmale
Für ein Exemplar wurde eine Kopf-Rumpf-Länge von 108 mm, eine Schwanzlänge von 115 mm, Hinterfüße von 25 mm Länge und 17 mm lange Ohren ermittelt. Gewichtsangaben fehlen. Im Gegensatz zur Peters-Einstreifenmaus ist das oberseitige Fell mehr olivbraun und am Hinterteil ist keine rötliche Färbung vorhanden. Auf der Unterseite sind die Haare an den Wurzeln hellgrau und an den Spitzen hell gelbbraun. Der dunkle Aalstrich auf dem Rücken ist undeutlich und reicht zum Kopf hin nicht über das Schulterblatt. Der fast nackte Schwanz hat eine schwarze Oberseite und eine hellere Unterseite. Andere Unterschiede zur Peters-Einstreifenmaus sin abweichende Details des Schädels, der Zähne und des Karyotyps.

## Verbreitung
Laut IUCN liegt das Verbreitungsgebiet im Ruwenzori-Gebirge im Grenzbereich zwischen der Demokratischen Republik Kongo und Uganda. Die Art lebt zwischen 1500 und 2600 Meter Höhe. Sie hält sich in tropischen feuchten Bergwäldern auf und wird oft an Wasserläufen angetroffen.
Mammals of Africa nennt auch Funde aus Ruanda, die jedoch einen deutlich robusteren Schädel besitzen und möglicherweise eine bisher unbeschriebene Art bilden oder zu einem anderen Gattungsvertreter zählen. Zur Lebensweise ist nichts bekannt.

## Gefährdung
In den genannten Höhenlagen fanden bis 2016 keine Rodungen statt. Andererseits ist das Verbreitungsgebiet klein und Veränderungen können schnell starke Auswirkungen haben. Die IUCN listet die Ruwenzori-Streifenmaus als gefährdet (vulnerable).